# 梁敷鮮
梁敷鮮（？年—？年），字號不詳，山西省汾州府介休縣（今屬晉中市介休市）人，清朝政治人物。

## 生平
康熙二十年（1681年）辛酉科山西鄉試舉人。康熙二十一年（1682年）壬戌科第三甲第六十三名同進士出身。二十九年（1690年），授山東諸城縣知縣。三十一年（1692年），丁憂去職，未再補銓官職。